# Pedro Mejia
Pedro Mejia is een Dominicaanse sprinter, die is gespecialiseerd in de 400 m.
Op de wereldkampioenschappen indooratletiek 2008 in het Spaanse Valencia won hij met zijn teamgenoten Arismendy Peguero, Carlos Santa en Yoel Tapia een bronzen medaille op de 4 x 400 m estafette. Met een nieuw nationaal record van 3.07,77 eindigden ze achter de estafetteploegen uit Amerika (goud; 3.06,79) en Jamaica (zilver; 3.07,69). Op de Olympische Spelen van 2008 in Peking sneuvelde hij met zijn teamgenoten in de kwalificatieronde.

## Palmares

### 4 x 400 m estafette
- 2008:  WK indoor - 3.07,77 (nat. rec.)